# Hunkerbunker

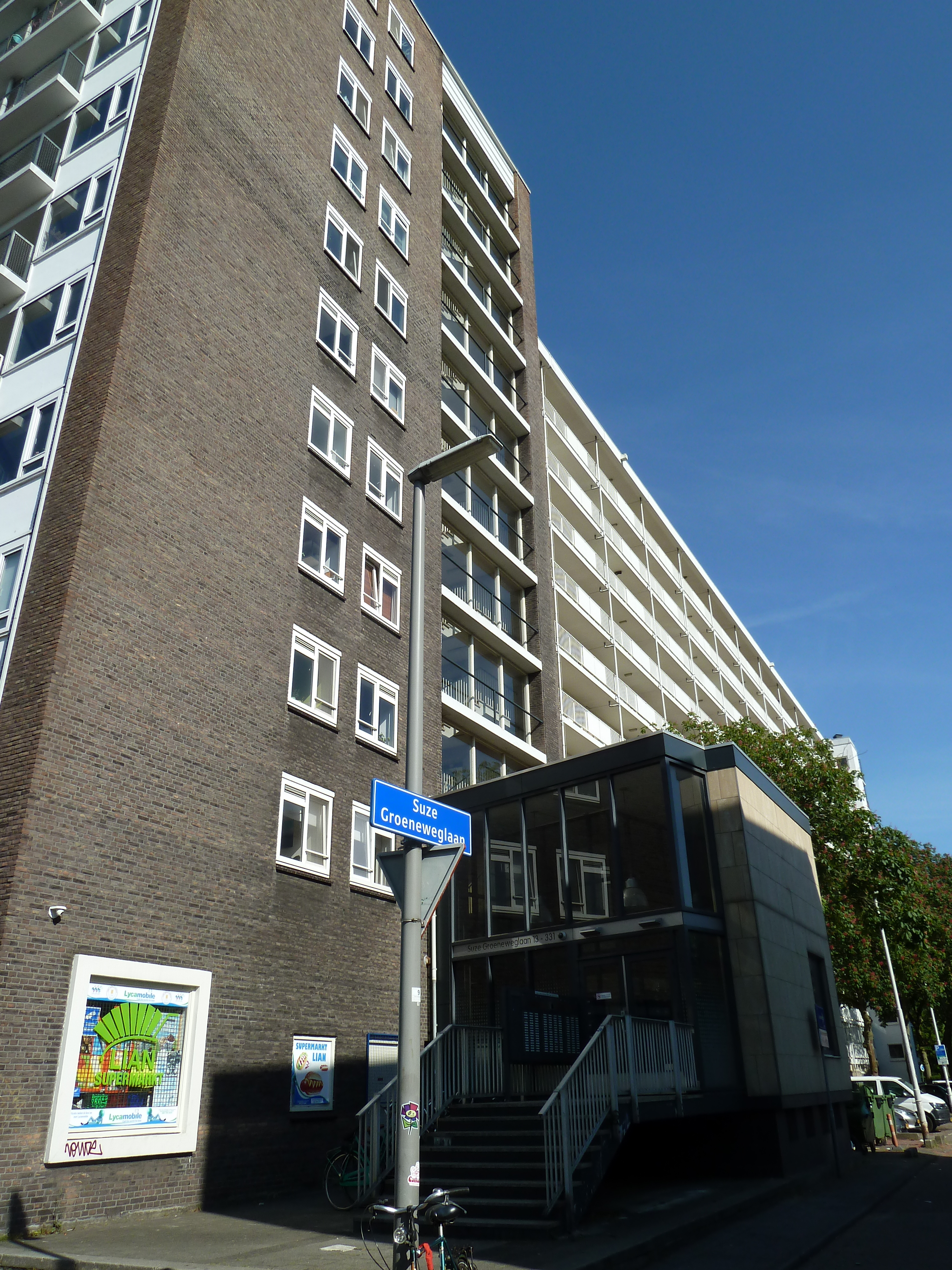
De voormalige RVS-flat in Rotterdam

Hunkerbunker is een Nederlandse spottende term voor een (flat)gebouw waarvan de bewoners hoofdzakelijk of uitsluitend ongetrouwde vrouwen waren, omdat werd aangenomen dat de bewoonsters er naar mannen(gezelschap) smachtten. (De) hunkerbunker is als bijnaam verbonden met een verscheidenheid aan flats in onder meer Rotterdam, Maastricht, Ede, Amsterdam, Leiden en Arnhem. Daarnaast werd de term gebezigd voor kloosters en voor de vrouwentoren van de Bijlmerbajes. Incidenteel werd het woord ook gebruikt voor een gebouw met uitsluitend mannen, zoals een woning voor alleenstaand mannelijk personeel aan de UTwente. Vanwege het spottende karakter werd de term soms als neerbuigend of kwetsend ervaren.

## Achtergrond
In de jaren 1950/60 was ongehuwd uitwonend zijn geen uitgemaakte zaak. Meestal verliet men het ouderlijk huis pas kort na het huwelijk, om samen een huishouden te voeren. Alleenstaanden konden niet eenvoudig aan woonruimte komen en vrouwen onder hen zelfs nog moeilijker, omdat zij zich niet zelfstandig als woningzoekende konden inschrijven. Naast culturele factoren moet ook de woningnood van die periode daarin een rol gespeeld hebben. Voor studenten was uitwonend zijn echter niet ongebruikelijk en ook voor andere jongeren bestonden er soms mogelijkheden. Veelal hield dat bewoning van pensions in, of inwonen bij een hospita. 
Soms verzorgden opleidingen woonruimte voor alleenstaande jongeren, bijvoorbeeld in de vorm van 'zusterflats' voor verpleegkundigen in opleiding. Ook bouwden particulieren, instellingen of bedrijven soms flats voor alleenstaande werkende vrouwen. Een aantal van deze gebouwen is in de volksmond als hunkerbunker bekend geraakt.
Aanvankelijk was begeleiding en vooral toezicht door conciërges, mentrices of vrijwilligers in zusterflats niet ongebruikelijk. Het toezicht bestond er vooral uit mannelijk bezoek te beperken of zelfs geheel te verhinderen. Bij het ziekenhuis Duin en Bosch in Castricum werd mannenbezoek aan het zusterhuis in 1960 nog belet door parkwachters met opsporingsbevoegdheid.

## Andere voorbeelden
- Arnhem - De voormalige zusterflat van ziekenhuis Rijnstate.[5]
- Den Bosch - De vroegere zusterflat 'Huize Bloemenkamp' uit circa 1970.[6]
- Hilversum – De in 1957 opgeleverde flat aan de Schuttersweg, 'Corversbos' geheten, ontworpen door Jan Dullaart. Eind jaren negentig vervangen door nieuwere flat onder dezelfde naam.
- Leiden - Het anno 2020 gesloopte opleidingscentrum van het AZL aan de Rijnsburgerweg had enkele etages voor huisvesting van verpleegkundigen in opleiding. Ook hier werd gesproken van een hunkerbunker.[7]
- Rotterdam - De RVS-flat in Rotterdam-Blijdorp, opgeleverd in 1958, ten behoeve van alleenstaande werkende vrouwen.[8] Dat was dubbel bijzonder: vrouwen gingen vaak pas het ouderlijk huis uit als ze gingen trouwen en na het huwelijk werden ze door hun werkgever gewoonlijk ontslagen.[9]
- Utrecht - De flat Oudenoord uit 1957, door Helene Hulst-Alexander gebouwd als huisvesting voor alleenstaande werkende vrouwen.[10]